# Parafia Niepokalanego Serca Najświętszej Maryi Panny i św. Antoniego M. Klareta w Łodzi
Parafia Niepokalanego Serca Najświętszej Maryi Panny i św. Antoniego Marii Klareta w Łodzi – rzymskokatolicka parafia położona w dekanacie Łódź-Teofilów-Żubardź. Jest najmłodszą parafią tego dekanatu.

## Historia parafii
Starania o utworzenie w Łodzi parafii klaretyńskiej podjął w 1986 roku o. prowincjał Stanisław Piórkowski, który oddelegował wówczas dwóch kapłanów do łódzkiej parafii Dobrego Pasterza. Parafia klaretyńska została erygowana w dniu 28 września 1989 roku przez biskupa Władysława Ziółka, a 1 października tegoż roku otrzymała osobowość prawną. Z chwilą erygowania stała się piątą, najmłodszą parafią rzymskokatolicką dekanatu Łódź-Teofilów. Po reorganizacji dekanatów i utworzeniu dekanatu Łódź-Teofilów-Żubardź z dniem 1 września 2015 roku, parafia jest siódmą, nadal najmłodszą parafią dekanatu.
Pierwsze msze święte w parafii były odprawiane w Bałuckim Ośrodku Kultury „Lutnia” przy ul. Łanowej 14, w kościele parafialnym Matki Boskiej Bolesnej przy ul. Grabieniec (ob. al. Pasjonistów) 23 i w kościele parafialnym Miłosierdzia Bożego przy ul. Krzysztofa Kamila Baczyńskiego 156. Kancelaria parafialna mieściła się początkowo w parafii oo. pasjonistów przy ul. Grabieniec (ob. al. Pasjonistów) 23.
15 grudnia 1989 roku uzyskano akt własności placu przeznaczonego do stworzenia ośrodka duszpasterskiego. 29 kwietnia 1990 roku poświęcono plac i krzyż, który stanął na placu budowy, ustawiono wiatę i ołtarz polowy, przy którym były odprawiane msze w okresie lata. Rozpoczęto ponadto budowę kaplicy, którą 27 października 1991 roku poświęcił ks. bp Władysław Ziółek. Kościół parafialny został wzniesiony w latach 1993–98. W latach 2001–03 urządzono jego najbliższe otoczenie – schody zostały obłożone płytami granitowymi, teren kościelny ogrodzono i wyłożono kostką brukową .
Pierwotnie planowane było utworzenie seminarium duchownego – w tym celu wzniesiony został budynek na sąsiedniej działce, przy ul. Klaretyńskiej 9 (ukończony w 2001 roku). Aula im. św. Antoniego Marii Klareta w tym gmachu służyła przez pewien czas jako tymczasowa kaplica parafialna . Plan nie został jednak zrealizowany, a nowy budynek zajęła Wyższa Szkoła Marketingu i Biznesu (założona w 1991 roku przez Szczepana Miłosza), która prowadziła w nim zajęcia do dnia likwidacji (30 września 2011 roku) . Następnie w budynku rozpoczęło działalność Mundurowe Liceum Ogólnokształcące w Łodzi, w którym oo. klaretyni prowadzą katechizację.
W okresie od 9 września 2005 roku do kwietnia 2007 roku trwała budowa domu zakonnego z zapleczem parafialnym, połączonego z kościołem. Dom został poświęcony 24 października 2007 roku przez abp. metropolitę Władysława Ziółka (do czasu jego ukończenia oo. klaretyni mieszkali w domu przy ul. Szczecińskiej, przekazanym w 1989 roku przez bp. Ziółka) . Budynek parafialny pomieścił otwartą dla parafian bibliotekę oraz salę komputerową, w której oo. klaretyni organizują kursy komputerowe dla dorosłych. Ponadto znajdują się w nim: zakrystia, kancelaria parafialna, sala konferencyjna, pokój do rozmów kanonicznych, kafejka, pomieszczenia dla kapłanów, pokoje gościnne i kaplica, której patronem jest bł. Andrzej Solá Molist .
Po zakończeniu budowy domu zakonnego urządzony został w kolejnych latach na terenie przykościelnym ogród z dziecięcym placem zabaw, miejscem zadumy przy grocie Maryi, oczkiem wodnym i bogatą aranżacją roślinną.
Badania przeprowadzone w 2012 roku wykazały, że parafia charakteryzuje się wysokimi wskaźnikami udziału wiernych w mszach (dominicantes) i udziału przyjmujących komunię (communicantes) – wynosiły one odpowiednio 60–80% (przy średniej dla łódzkich parafii około 23%) i 25–50% (przy średniej około 10%). Jednocześnie parafię wyróżniają największy odsetek communicantes w wieku powyżej 55 lat i ich wysoki wskaźnik feminizacji (powyżej 75%).

## Kościół parafialny

### Historia budowy kościoła i jego architektura
Budowę kościoła rozpoczęto wiosną 1993 roku według projektu wrocławskiego architekta Zenona Nasterskiego przy współpracy Mariana Stefańskiego z Warszawy . 7 listopada tegoż roku ks. abp Władysław Ziółek wmurował akt erekcyjny i kamień węgielny poświęcony 13 czerwca 1987 roku przez papieża Jana Pawła II podczas wizyty w Łodzi. Miejsce wmurowania kamienia węgielnego upamiętniono tablicą umieszczoną po prawej stronie wejścia głównego . Budowę ukończono w stanie surowym w 1998 roku, prace wykończeniowe (m.in. instalacja ogrzewania i nagłośnienia) trwały do 2003 roku . Pierwsze msze święte w nowej świątyni odprawiono w dzień Bożego Narodzenia w 2000 roku. Sprawowanie liturgii w kościele rozpoczęto na stałe w Wielki Czwartek 12 kwietnia 2001 roku.
Kościół jest obiektem jednokondygnacyjnym, jednoprzestrzennym, trójnawowym o rzucie prostokątnym, posiada balkon na wysokości 4,5 m i prezbiterium wzdłuż całej ściany czołowej . Jest przystosowany dla potrzeb osób niepełnosprawnych.

### Wyposażenie kościoła
Kamienny ołtarz główny znajduje się na silnie nasłonecznionej ścianie południowej. W jednej z naw – ołtarz boczny poświęcony św. Janowi Pawłowi II, obok niego znajduje się kamienna tablica upamiętniająca jego beatyfikację; w ołtarzu umieszczono wizerunek Matki Boskiej Częstochowskiej na pamiątkę Nawiedzenia kopii Obrazu Matki Boskiej Częstochowskiej 26 maja 2010 roku. W drugiej nawie – ołtarz boczny poświęcony Miłosierdziu Bożemu oraz chrzcielnica; u dołu ołtarza – obraz św. Faustyny Kowalskiej, patronki Łodzi.
Na ścianach świątyni znajdują się malowane na drewnie stacje drogi krzyżowej. Wizerunki zostały ufundowane indywidualnie przez parafian (nazwiska fundatorów zostały uwidocznione przy poszczególnych obrazach).
W oknie ściany południowej, nad prezbiterium, umieszczony jest witraż przedstawiający św. Antoniego Marię Klareta, będący darem parafian z okazji 15-lecia istnienia parafii, poświęcony podczas sumy odpustowej 24 października 2004 roku. W wieży kościoła zawieszony jest dzwon imienia Klaretyńskich Męczenników z Barbastro, poświęcony w październiku 1997 roku przez abp. Władysława Ziółka.
Posadzka świątyni została wyłożona płytami marmurowymi . Przed Wielkanocą 2014 roku nawa główna kościoła została wyposażona w 76 nowych dębowych ławek (z których 19 ufundowali konkretni darczyńcy). Łącznie w świątyni znajduje się około 730 miejsc siedzących.

## Terytorium parafii
Terytorium parafii mieści się na terenie osiedli Teofilów A (osiedle im. Władysława Reymonta) i Teofilów Przemysłowy. Granice parafii wyznaczają :
- od strony północnej: ul. Liściasta (strona południowa, parzysta, od ul. Chlebowej do torów linii kolejowej nr 15 Bednary – Łódź Kaliska),
- od strony wschodniej: tory linii kolejowej nr 15 (od ul. Liściastej do granicy parafii św. Jana Chrzciciela),
- od strony południowej: rzeka Bałutka od torów linii kolejowej nr 15 do ul. Rabatkowej, ul. Rabatkowa (strona północna, parzysta, od rzeki Bałutki do ul. Traktorowej),
- od strony zachodniej: ul. Traktorowa (strona wschodnia, nieparzysta, od ul. Rabatkowej do końca).

Do parafii należą ulice: Aleksandrowska (część), Cepowa, Koprowa, Krynicka, Kwiatowa (część), Łanowa, Marzanny, Pabianka, Plantowa, Samopomocy, Sierpowa, Słomiana, Traktorowa (część), Warecka (część), Żabieniec, Żeńców   . W 2001 roku na terenie parafii zamieszkiwało 12 000 osób, w 2015 roku liczba mieszkańców zmalała do 8350 osób .

## Proboszczowie
Lista proboszczów parafii :
- o. Jan Opala (CMF) – 1 października 1989 – 9 września 1995
- o. Kazimierz Olesiński (CMF) – 10 września 1995 – 27 lutego 1999
- o. Tomasz Książkiewicz (CMF) – 28 lutego 1999 – 8 lipca 2000
- o. Wojciech Matuła (CMF) – 9 lipca 2000 – 31 sierpnia 2016
- o. Piotr Boroń (CMF) – od 1 września 2016[20] – 31 sierpnia 2018
- o. Zenon Surma (CMF) – od 1 września 2018 – 31 sierpnia 2020
- o. Wojciech Matuła (CMF) – od 1 września 2020

## Kapłani pochodzący z parafii
Z parafii pochodzą kapłani :
- ks. Marcin Targaszewski, święcenia w 1991 roku,
- ks. Piotr May-Majewski, święcenia w 1991 roku[c],
- o. Zbigniew Byczkowski[d] (franciszkanin, OFM), święcenia w 1992 roku,
- o. Jacek Nawalny (OSPPE), święcenia w 1993 roku.

## Grupy parafialne
Asysta Kościelna, Caritas Parafialny, chór parafialny, Czciciele Miłosierdzia Bożego, Duszpasterstwo Młodzieżowe, Koło Misyjne, Liturgiczna Służba Ołtarza (ministranci i lektorzy), Oaza Dzieci Bożych (oaza rodzin), Parafialna Wspólnota Pracy, Rycerstwo Niepokalanej, schola dziecięca, Wspólnota Wieczernika modlitwy za kapłanów, Wspólnota Żywego Różańca „Żywa Róża” .